# Liste der geschützten Landschaftsbestandteile in Straubing
In Straubing gab es im Februar 2023 insgesamt 106 ausgewiesene geschützte Landschaftsbestandteile.

## Geschützte Landschaftsbestandteile
| 1 Eiche am Sportplatz in Kagers                                       | BW | LB-00366 | Straubing                     | ⊙ |      |  |
| 1 Eiche im Hof der evangelischen Kirche in der Bahnhofstraße          | BW | LB-00405 | Straubing                     | ⊙ |      |  |
| 1 Eiche in der Passauer Straße bei der Staatlichen Realschule         | BW | LB-00407 | Straubing                     | ⊙ |      |  |
| 1 Esche an der Bahnunterführung in der Geiselhöringer Straße          | BW | LB-00402 | Straubing                     | ⊙ |      |  |
| 1 Esche in der Hebbelstraße                                           | BW | LB-00417 | Straubing                     | ⊙ |      |  |
| 1 Esche in Hornstorf                                                  | BW | LB-00400 | Straubing                     | ⊙ |      |  |
| 1 Ginkgo am Stadtgraben 27                                            | BW | LB-00419 | Straubing                     | ⊙ |      |  |
| 1 Kastanie an der Aitrachstraße 64                                    | BW | LB-00410 | Straubing                     | ⊙ |      |  |
| 1 Kastanie an der Ecke Pandurengasse/Innere Passauer Straße           | BW | LB-00454 | Straubing                     | ⊙ |      |  |
| 1 Kastanie an der Straße nach Haid bei der Ortseinfahrt Öbling        | BW | LB-00409 | Straubing                     | ⊙ |      |  |
| 1 Linde am Stadtgraben                                                | BW | LB-00404 | Straubing                     | ⊙ |      |  |
| 1 Linde an der Aitrachstraße 16                                       | BW | LB-00412 | Straubing                     | ⊙ |      |  |
| 1 Linde an der Aitrachstraße 60                                       | BW | LB-00411 | Straubing                     | ⊙ |      |  |
| 1 Linde an der Allachstraße 13 in Alburg                              | BW | LB-00415 | Straubing                     | ⊙ |      |  |
| 1 Linde an der Allachstraße 31 in Alburg                              | BW | LB-00416 | Straubing                     | ⊙ |      |  |
| 1 Linde in der Äußeren Passauer Straße                                | BW | LB-00408 | Straubing                     | ⊙ |      |  |
| 1 Pappel im Hof 'Gollau'                                              | BW | LB-00388 | Straubing                     | ⊙ |      |  |
| 1 Platane Ecke Rosengasse/Viktualienstraße                            | BW | LB-00403 | Straubing                     | ⊙ |      |  |
| 1 Pyramidensilberpappel und 1 Platane an der Heerstraße               | BW | LB-00376 | Straubing                     | ⊙ |      |  |
| 1 Robinie am Kagerser Hochweg 1                                       | BW | LB-00365 | Straubing                     | ⊙ |      |  |
| 1 Rosskastanie und 1 Götterbaum beim Bürgerdenkmal                    | BW | LB-00379 | Straubing                     | ⊙ |      |  |
| 1 Spitzahorn an der Ittlinger Straße                                  | BW | LB-00413 | Straubing                     | ⊙ |      |  |
| 2 Eschen in Sossau                                                    | BW | LB-00401 | Straubing                     | ⊙ |      |  |
| 2 Kastanien an der Klostergasse in Alburg                             | BW | LB-00414 | Straubing                     | ⊙ |      |  |
| 2 Linden an der Nordseite der Schlossbrücke                           | BW | LB-00373 | Straubing                     | ⊙ |      |  |
| 2 Pyramidenpappeln bei der Öffentlichen Waage                         | BW | LB-00377 | Straubing                     | ⊙ |      |  |
| 2 Rosskastanien in Unterzeitldorn                                     | BW | LB-00399 | Straubing                     | ⊙ |      |  |
| 2 Silberweiden an der Dornierstraße                                   | BW | LB-00387 | Straubing                     | ⊙ |      |  |
| 3 Bergahorne und 1 Weißbuche in Kleingartenkolonie Schwedenschanze    | BW | LB-00372 | Straubing                     | ⊙ |      |  |
| 3 Linden im Anwesen Stadtgraben 39                                    | BW | LB-00406 | Straubing                     | ⊙ |      |  |
| 4 Weiden unterhalb des Gaswerkes am Donauweg                          | BW | LB-00374 | Straubing                     | ⊙ |      |  |
| Alleen in der Gabelsberger- u. Dr.-Otto-Höchtl-Str. u. Wittelsb. Höhe | BW | LB-00445 | Straubing                     | ⊙ | 3,00 |  |
| Anlage am Stadtgraben                                                 | BW | LB-00378 | Straubing                     | ⊙ | 0,68 |  |
| Baumbestand am Schützenhaus und Lindenallee am Hagen                  | BW | LB-00368 | Straubing Drei Teilflächen:   | ⊙ | 0,85 |  |
| Baumbestand am südlichen Donauufer von Schlosskaserne bis Kanuclub    | BW | LB-00367 | Straubing Zwei Teilflächen:   | ⊙ | 2,37 |  |
| Baumbestand an der Ittlinger Straße                                   | BW | LB-00389 | Straubing                     | ⊙ |      |  |
| Baumbestand an der Westtangente                                       | BW | LB-00452 | Straubing                     | ⊙ | 0,22 |  |
| Baumbestand an der Westtangente                                       | BW | LB-00451 | Straubing                     | ⊙ |      |  |
| Baumbestand an der Wundermühle                                        | BW | LB-00391 | Straubing                     | ⊙ | 0,26 |  |
| Baumbestand auf dem ehemaligen Kasernengelände                        | BW | LB-00394 | Straubing                     | ⊙ |      |  |
| Baumbestand auf dem ehemaligen Kasernengelände                        | BW | LB-00395 | Straubing Drei Teilflächen:   | ⊙ | 1,51 |  |
| Baumbestand auf dem Friedhof St. Peter                                | BW | LB-00375 | Straubing                     | ⊙ | 0,65 |  |
| Baumbestand auf dem Gelände der Justizvollzugsanstalt                 |    | LB-00431 | Straubing                     | ⊙ |      |  |
| Baumbestand auf dem Gelände der Justizvollzugsanstalt                 |    | LB-00432 | Straubing Zwei Teilflächen:   | ⊙ | 0,92 |  |
| Baumbestand auf dem Gelände des Bischöflichen Studienseminars         | BW | LB-00428 | Straubing Drei Teilflächen:   | ⊙ | 0,80 |  |
| Baumbestand auf dem Gelände des Bischöflichen Studienseminars         | BW | LB-00427 | Straubing                     | ⊙ |      |  |
| Baumbestand bei der Gaststätte 'Arcokeller' in der Heerstraße         | BW | LB-00437 | Straubing                     | ⊙ |      |  |
| Baumbestand bei der Gaststätte 'Cafe Hagen'                           | BW | LB-00435 | Straubing                     | ⊙ |      |  |
| Baumbestand bei der Gaststätte 'Cairo' in der Regensburger Straße     | BW | LB-00434 | Straubing                     | ⊙ |      |  |
| Baumbestand bei der Gaststätte 'Frauenbrünnl' Regensburger Straße     | BW | LB-00441 | Straubing                     | ⊙ |      |  |
| Baumbestand bei der Gaststätte 'Landshuter Hof', Landshuter Straße    | BW | LB-00440 | Straubing                     | ⊙ |      |  |
| Baumbestand bei der Gaststätte 'Redlbacher Keller', Mühlsteingasse    | BW | LB-00436 | Straubing                     | ⊙ | 0,16 |  |
| Baumbestand bei der Gaststätte 'Sommerkeller' Regensburger Straße     | BW | LB-00433 | Straubing                     | ⊙ |      |  |
| Baumbestand bei der Gaststätte 'Sturmkeller' Äusere Passauer Straße   | BW | LB-00438 | Straubing                     | ⊙ |      |  |
| Baumbestand bei der Gaststätte 'Zur Schönen Aussicht', Helfrichstr.   | BW | LB-00443 | Straubing                     | ⊙ |      |  |
| Baumbestand beim Schillerdenkmal                                      | BW | LB-00420 | Straubing                     | ⊙ |      |  |
| Baumbestand des ehem. Biergartens '3 Löwen' Dr.-Otto-Höchtl-Straße    | BW | LB-00439 | Straubing                     | ⊙ |      |  |
| Baumbestand des Waldfriedhofs und des Friedhofs St. Michael           | BW | LB-00429 | Straubing                     | ⊙ |      |  |
| Baumbestand des Waldfriedhofs und des Friedhofs St. Michael           | BW | LB-00430 | Straubing Zwei Teilflächen:   | ⊙ | 0,83 |  |
| Baumbestand hinter der Fachoberschule                                 | BW | LB-00422 | Straubing                     | ⊙ | 0,23 |  |
| Baumbestand im ehem. Biergarten 'Lindenkeller' Lindenstraße           | BW | LB-00442 | Straubing                     | ⊙ |      |  |
| Baumbestand im Hof des ehemaligen Schlachthofes                       | BW | LB-00421 | Straubing                     | ⊙ | 0,18 |  |
| Baumbestand im Ostteil des Stadtgrabens                               | BW | LB-00425 | Straubing                     | ⊙ |      |  |
| Baumbestand im Westteil des Gstütt                                    | BW | LB-00463 | Straubing Sieben Teilflächen: | ⊙ | 4,66 |  |
| Baumbestand in Gärten an der Kolbstraße                               | BW | LB-00426 | Straubing                     | ⊙ | 0,37 |  |
| Baumbestand in Oberast                                                | BW | LB-00396 | Straubing                     | ⊙ |      |  |
| Baumbestand in Oberast                                                | BW | LB-00397 | Straubing Zwei Teilflächen:   | ⊙ | 0,94 |  |
| Baumbestand in und um Mitterast                                       | BW | LB-00423 | Straubing                     | ⊙ |      |  |
| Baumbestand in und um Mitterast                                       | BW | LB-00424 | Straubing Drei Teilflächen:   | ⊙ | 0,27 |  |
| Baumbestand nördlich Donauufer, östlich und westlich Schlossbrücke    | BW | LB-00398 | Straubing Zwei Teilflächen:   | ⊙ | 1,99 |  |
| Baumgruppe an der Ecke Kolb-/Pestalozzistraße                         | BW | LB-00393 | Straubing                     | ⊙ |      |  |
| Baumgruppe an der Flurmannstraße in Hornstorf                         | BW | LB-00418 | Straubing                     | ⊙ |      |  |
| Birkenreihe nördlich Eisenbahnlinie bei Eglsee                        | BW | LB-00384 | Straubing Zwei Teilflächen:   | ⊙ | 0,31 |  |
| Eschenallee am Pilgerweg                                              | BW | LB-00370 | Straubing                     | ⊙ |      |  |
| Eschenallee am Pilgerweg                                              | BW | LB-00371 | Straubing Drei Teilflächen:   | ⊙ | 2,78 |  |
| Eschenreihe am Asterweg                                               | BW | LB-00381 | Straubing                     | ⊙ | 0,51 |  |
| Eschenreihen bei Eglsee                                               | BW | LB-00383 | Straubing Vier Teilflächen:   | ⊙ | 1,00 |  |
| Feldgehölze nördlich von Eglsee                                       | BW | LB-00458 | Straubing Fünf Teilflächen:   | ⊙ | 1,70 |  |
| Gehölzbestand am Klingbach im Bereich der Rachelstraße                | BW | LB-00532 | Straubing                     | ⊙ | 0,52 |  |
| Gehölzbestand am OBAG-Schaltwerk im Königreich                        | BW | LB-00385 | Straubing                     | ⊙ | 0,21 |  |
| Gehölzbestand entlang der Frauenbrünnlstraße Ost                      | BW | LB-00449 | Straubing                     | ⊙ |      |  |
| Gehölzbestand entlang der Frauenbrünnlstraße Ost                      | BW | LB-00450 | Straubing                     | ⊙ | 0,37 |  |
| Gehölzbestand entlang der Frauenbrünnlstraße West                     | BW | LB-00447 | Straubing                     | ⊙ |      |  |
| Gehölzbestand entlang der Frauenbrünnlstraße West                     | BW | LB-00448 | Straubing                     | ⊙ | 0,38 |  |
| Gehölzbestand vor der Kirche St. Nikola                               |    | LB-00455 | Straubing                     | ⊙ | 0,28 |  |
| Gollau - Stadt                                                        | BW | LB-00479 | Straubing, Parkstetten        | ⊙ | 32,0 |  |
| Grabenbegleitendes Gebüsch am Unteren Moosgraben                      | BW | LB-00457 | Straubing                     | ⊙ | 2,18 |  |
| Grünanlage am Hagen Grünbestand entlang des Moosgrabens               | BW | LB-00369 | Straubing Zwei Teilflächen:   | ⊙ | 1,38 |  |
| Grüngürtel entlang des Allachbaches                                   | BW | LB-00453 | Straubing Acht Teilflächen:   | ⊙ | 5,73 |  |
| Hagenallee                                                            | BW | LB-00392 | Straubing                     | ⊙ | 1,04 |  |
| Landschaftsbestandteil Trabrennbahn Straubing                         | BW | LB-00380 | Straubing                     | ⊙ | 8,09 |  |
| Laubgehölzsäume um die Trinkwasserbrunnen                             | BW | LB-00461 | Straubing Fünf Teilflächen:   | ⊙ | 4,86 |  |
| Lindenallee in der Lindenstraße                                       | BW | LB-00444 | Straubing                     | ⊙ | 0,43 |  |
| Lindenhalle in der Äusseren Passauer Straße                           | BW | LB-00446 | Straubing                     | ⊙ | 1,46 |  |
| Niedermoorsenke am Eglseer Moosgraben                                 | BW | LB-01658 | Straubing                     | ⊙ | 20,9 |  |
| Nussbaum in der Landshuter Straße                                     | BW | LB-00382 | Straubing                     | ⊙ |      |  |
| Öblinger Donauschleife mit Altwasser der Aitrach                      | BW | LB-00529 | Straubing                     | ⊙ | 44,9 |  |
| Robinienbestand am Kinseher Berg                                      | BW | LB-00390 | Straubing                     | ⊙ |      |  |
| Schwarzerlengruppe an der Öblinger Straße                             | BW | LB-00386 | Straubing                     | ⊙ |      |  |
| Sparrergarten                                                         | BW | LB-00521 | Straubing                     | ⊙ | 1,29 |  |
| Tümpel und Weiher östlich der ehemaligen Zuckerrübenverladestation    | BW | LB-00480 | Straubing                     | ⊙ | 6,36 |  |
| Ufersäume der Donau                                                   | BW | LB-00464 | Straubing Acht Teilflächen:   | ⊙ | 14,8 |  |
| Weidengebüsch bei Wimpasing                                           | BW | LB-00460 | Straubing                     | ⊙ |      |  |
| Weidengehölz am Harthauser Bach                                       | BW | LB-00459 | Straubing                     | ⊙ | 0,77 |  |
| Windschutzgehölze in der freien Flur westlich Alburg                  | BW | LB-00462 | Straubing Sechs Teilflächen:  | ⊙ | 5,29 |  |
| Windschutzhecke westlich von Sossau                                   | BW | LB-00456 | Straubing                     | ⊙ | 0,66 |  |
| Legende für Geschützter Landschaftsbestandteil                        |    |          |                               |   |      |  |